# Dahlia rupicola
 (avril 2025).
Espèce
Dahlia rupicola est une espèce de plantes à fleurs de la famille des Asteraceae. C'est une géophyte tubéreux originaire du Mexique dans l'État de Durango

## Description
Dahlia rupicola est un buisson arbustif qui monte à 1,6 m. Les fleurs sont couleur lilas. Ses tiges sont fortes et son feuillage finement laciniéest en forme d'aiguille.

## Systématique
Le nom correct complet (avec auteur) de ce taxon est Dahlia rupicola P.D.Sørensen (d),.

### Étymologie
Le nom de genre Dahlia est dédié au médecin et botaniste suédois Anders Dahl (1751-1789). 

Son épithète spécifique, rupicola, est la combinaison en latin de rupes, « rocher », et du suffixe -cola, « qui vit dans ». Dans sa publication de 1969, Sørensen indique que cette plante :  

« est extrêmement abondante le long de la route principale est-ouest traversant le Durango. Il n'est pas surprenant qu'elle soit restée inconnue tant que la plupart des spécimens poussaient dans les crevasses des falaises, à 15-45 m au-dessus de la route, et étaient largement inaccessibles, que ce soit par le haut ou par le bas. Lorsque nous avons découvert cette importante population de l'espèce pour la première fois, nous désespérions d'en atteindre une seule, mais nous avons constaté que certaines étaient accessibles depuis une petite corniche à mi-hauteur de la falaise. »

### Publication originale
- (en) Paul D. Sorensen, « Revision of the Genus Dahlia (Compositae, Heliantheae — Coreopsidinae) », Rhodora, Cambridge, New England Botanical Club (d), vol. 71, no 786,‎ 1969, p. 309-365 (ISSN 0035-4902 et 1938-3401, JSTOR 23311302, lire en ligne).